# Muráň (dopływ Sajó)
Muráň – rzeka w południowej części środkowej Słowacji, prawy dopływ Sajó w zlewisku Morza Czarnego. Długość – 48,8 km, powierzchnia zlewni – 386 km².
Źródła Murania znajdują się na wysokości 650 m pod przełęczą Predná Hora na południowym obrzeżu Płaskowyżu Murańskiego. Tok źródłowy, spływający początkowo w kierunku południowo-zachodnim, zasilany jest częściowo przez źródła krasowe wypływające spod wapiennych masywów Šiance (1041 m) i Ciganka (935 m). Na tym odcinku stanowi granicę między Płaskowyżem Murańskim a Górami Stolickimi.
Od miejscowości Muráň rzeka spływa przez Góry Stolickie i Pogórze Rewuckie na południowy wschód do Kotliny Rimawskiej. Przepływa przez miasto Revúca (gdzie przyjmuje swój największy dopływ – Zdychavę), po czym na wysokości wsi Revúcka Lehota zasila sztuczny zbiornik Miková. Następnie płynie przez miasto Jelšava, po czym poniżej wsi Meliata przebija się wąskim, krętym przełomem przez ostatnie pasmo wzgórz i koło wsi Bretka, na wysokości 188 m n.p.m., uchodzi do rzeki Sajó.
Na całej długości jest rzeką płytką, nie jest używana do turystyki wodnej.